# Zacharias Kunuk
Zacharias Kunuk OC ONu (Inuktitut ᓴᖅᑲᓕᐊᓯ ᑯᓄᒃ, * 27. November 1957 im Camp Kapuivik nahe Iglulik, Nunavut) ist ein kanadischer Filmproduzent, Filmregisseur und Drehbuchautor. Er gehört zur Volksgruppe der Inuit.

## Leben und Werk
Zacharias („Zach“) Kunuk wurde 1957 in einem Qarmaq im Camp Kapuivik geboren, wo seine als Nomaden lebenden Eltern die Winter verbrachten. Er hat zehn Geschwister. Bis zu seinem neunten Lebensjahr lebte Zacharias mit seinen Eltern Inuki und Vivi Kunuk zusammen und wurde von ihnen in traditioneller Weise erzogen. Hierbei erwarb er Kenntnisse wie das Jagen mit Hundeschlitten. Um der seit den 1950er Jahren im kanadischen Norden eingeführten allgemeinen Schulpflicht Folge zu leisten, mussten er und einer seiner Brüder 1966 in die Inuit-Siedlung Iglulik umziehen; die übrige Familie folgte zwei Jahre später nach.
Geld verdiente Zacharias Kunuk zunächst mit dem Schnitzen von Serpentinskulpturen, was ihm ermöglichte, 1981 auf einer Reise nach Montreal seine erste Videokamera zu erwerben. Zwischen 1982 und 1991 war er bei der in Iglulik errichteten Niederlassung der Inuit Broadcasting Corporation (IBC) als Kameramann, Produzent und Niederlassungsleiter tätig. 1990 gründete er mit dem Nicht-Inuk Norman Cohn, einem ausgezeichneten Kameramann, und den ebenfalls bei IBC als Produzenten arbeitenden Inuit Paul Apak Angilirq und Pauloosie Qulitalik das erste Inuit gehörige Filmproduktionsunternehmen Igloolik Isuma Productions. Sein Kinofilmdebüt Atanarjuat – Die Legende vom schnellen Läufer (2001), die Verfilmung einer Inuit-Legende, wurde mit zahlreichen Auszeichnungen gewürdigt. Es ist der erste kanadische Spielfilm, der von Inuit geschrieben, produziert, inszeniert und gespielt wurde.
Dieser Film brachte Zacharias Kunuk rund 15 namhafte Preise ein; zum Beispiel wurde er 2001 beim Toronto International Film Festival für den besten kanadischen Kinofilm ausgezeichnet, 2001 erhielt er bei den Internationalen Filmfestspielen von Cannes die Goldene Kamera, und 2002 gewann er vier Genie Awards, nämlich den Claude Jutra Award, für die beste Regie, den besten Schnitt und den besten Film.
Kunuk produziert Filme, führt Regie, schreibt Drehbücher und wirkt auch als Szenenbildner und Filmeditor.
2017 wurde er in die Academy of Motion Picture Arts and Sciences (AMPAS) aufgenommen, die jährlich die Oscars vergibt.

## Isuma TV
Im Rahmen der Transmediale Februar 2009 präsentierten Zacharais Kunuk und seine Mitstreiter Isuma TV, das erste Webportal für indigene Filmemacher.
Für die Macher von Isuma TV ist es ein Projekt für mehr Selbstbestimmung, gegen das Gefühl des Verlustes der eigenen Kultur. Die Neuen Medien haben für Eskimos eine besondere Bedeutung: das Surfen im Internet setzte sich rascher in größerer Breite durch als in Mitteleuropa. Die ursprüngliche, orale Tradierung ist immer noch ein Bestandteil der Kultur der Eskimos: 4000 Jahre lang lebten sie als Nomaden von der Jagd, Geschichten und die eigene Geschichte überlieferten sie mündlich – bis zur Ankunft von katholischen Missionaren um 1930. An die Tradition des Geschichtenerzählens aus der eigenen Mitte knüpft Isuma TV an: nicht über sich erzählen lassen, sondern „selbst sprechen“, in der eigenen Sprache, das ist das Motto von Isuma TV.

## Filmografie (Auswahl)

### Produzent
- 2001: Atanarjuat – Die Legende vom schnellen Läufer (Atanarjuat – The Fast Runner)
- 2006: The Journals of Knud Rasmussen

### Regisseur
- 1999: Nunavut: Our Land (Fernsehserie)
- 2001: Atanarjuat – Die Legende vom schnellen Läufer (Atanarjuat – The Fast Runner)
- 2006: The Journals of Knud Rasmussen

### Drehbuchautor
- 1999: Nunavut: Our Land (Fernsehserie)
- 2001: Atanarjuat – Die Legende vom schnellen Läufer (Atanarjuat – The Fast Runner)

### Szenenbildner
- 2006: The Journals of Knud Rasmussen

### Filmeditor
- 2001: Atanarjuat – Die Legende vom schnellen Läufer (Atanarjuat – The Fast Runner)